# Aaron Brown
Aaron Brown, född den 27 maj 1992 i Toronto, är en kanadensisk friidrottare som tävlar i kortdistanslöpning.
Han tog OS-brons på 4 x 100 meter stafett i samband med de olympiska friidrottstävlingarna 2016 i Rio de Janeiro. Vid OS 2024 tog han guld på 4 x 100 meter.